# Karaxar Noyan
Karaxar Noyan (també Qarachar i Karachar Noyan, sent traduït aproximadament "noyan" com a senyor si bé era un títol militar i civil i equivalia bàsicament al musulmà  emir . (vers 1166 - 1243/44 o 1255/56), fou un notable mongol, comandant militar de Genguis Kan, així com un avantpassat patern de Tamerlà.
Tot i que es parla poc d'ell en fonts antigues, on només es descriu com a oficial militar, l'enllaç que Karachar proporcionava entre l'antic [Imperi mongol] i la dinastia Timúrida fou primordial per a la història fundacional d'aquesta darrera. El seu paper i el de les seves relacions foren, doncs, fortament estesos i potencialment mitologitzats pels historiadors de la cort timúrida, que el van retratar com a comandant i administrador suprem hereditari dotat d'una intimitat única amb el clan dirigent. Aquesta disparitat d'informació provoca que els detalls reals sobre la seva vida i la seva posició esdevinguin qüestions de disputa entre els acadèmics moderns.

### Fonts timurides

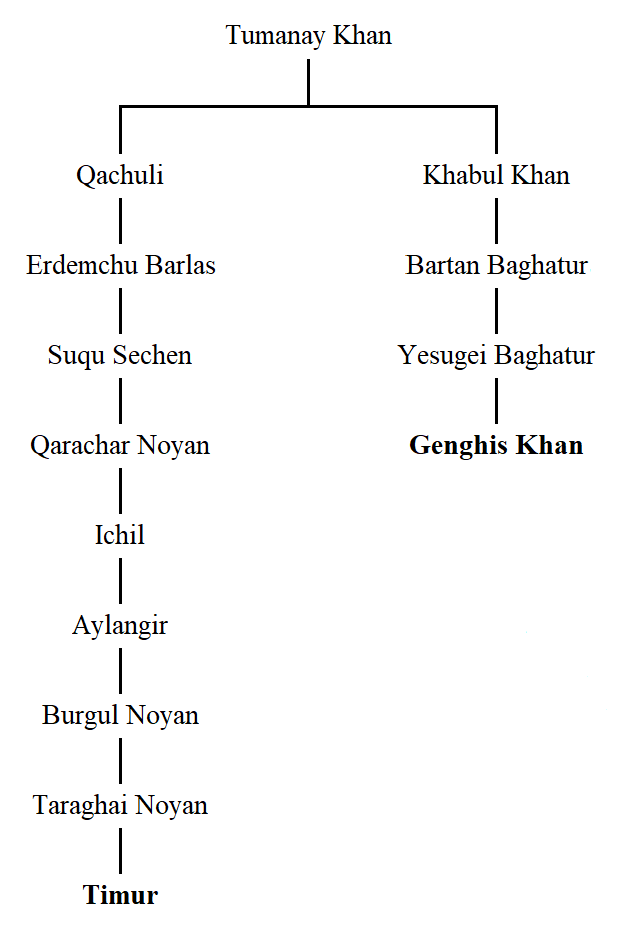
Relació genealògica entre Timur i Genguis Kan

## Vida